# Kjell Eriksson (författare)
Kjell Eriksson, född 1953 i Uppsala, är en svensk författare, politiker och trädgårdsmästare.
Efter verksamhet som trädgårdsmästare började han skriva böcker i 40-årsåldern. Han är mest känd för sin kriminalromansvit om kriminalkommissarien Ann Lindell.
Eriksson var verksam i det maoistiska partiet SKP och var från 1990 partisekreterare för Arbetarlistan. Från 1970-talet var han fackligt aktiv i Svenska lantarbetareförbundet där han bland annat var avdelningsordförande samt ledamot i överstyrelsen respektive förbundsstyrelsen. Han var ombud till LO-kongressen 1976.
Efter en tid som författare bosatte sig Eriksson i Brasilien.